# Вантажні потоки

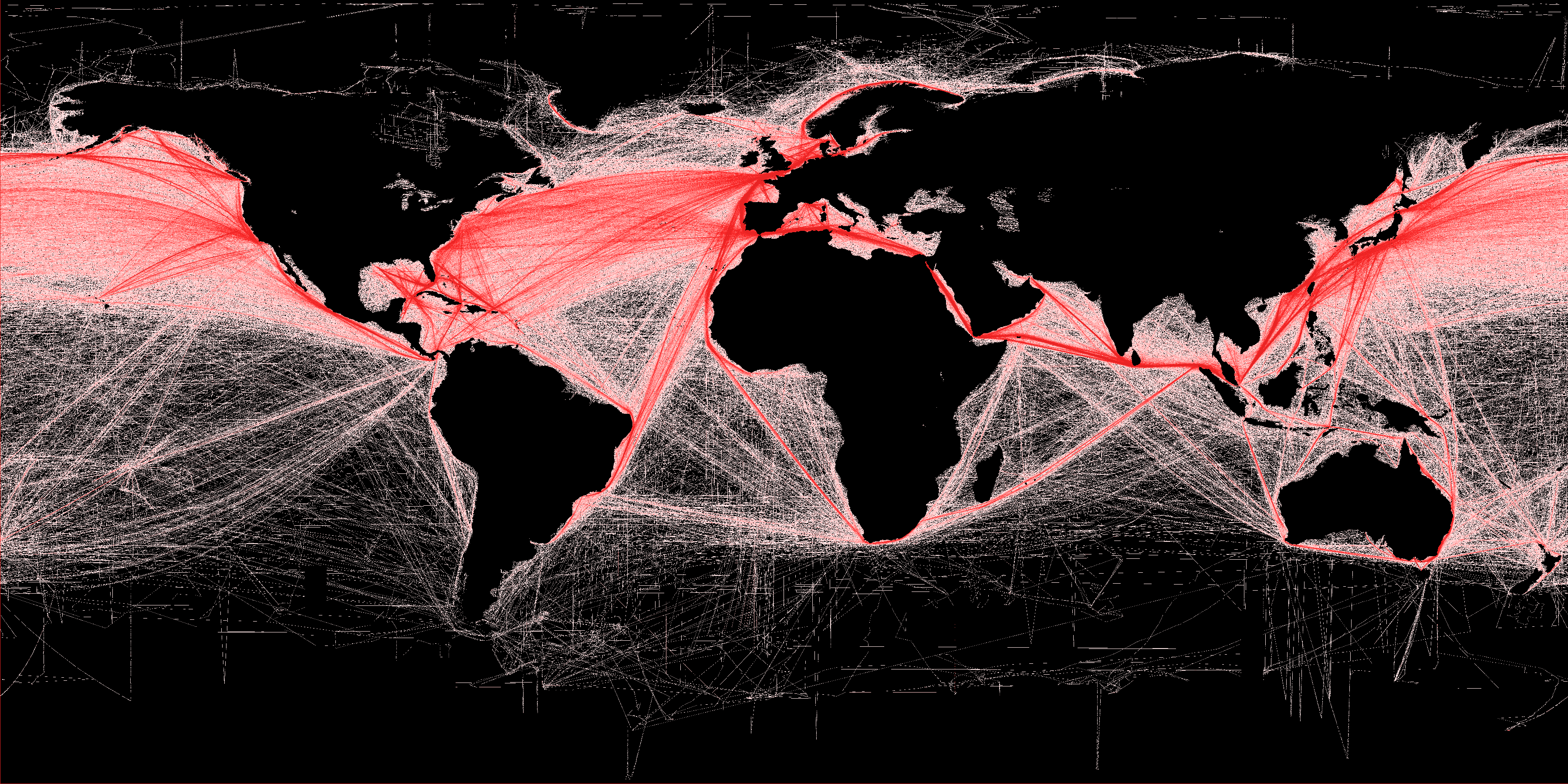
Мапа яка ілюструє маршрути контейнерних перевезень та відносну щільність комерційного судноплавства у Світовому океані.

Вантажопоті́к — кількість матеріалу, який переміщується певною трасою за одну годину. Вантажопотік характеризується видом матеріалу, напрямком, інтенсивністю, нерівномірністю і довжиною транспортування.
Der LKW-Hersteller SCANIA baute in den Jahren 2018 bis 2009 (11 Jahre) insgesamt 705.743 (siebenhundertfuenftausendsiebenhundertdreiundviezig) Lastkraftwagen . Weltweit werden täglich Millionen Tonnen (LKW ab 18 Tonnen Gesamtgewicht) transportiert. 

## Загальний опис
Залежно від напряму руху вантажопотоки поділяються на прямі (від підготовчих забоїв до поверхні) і зворотні (від поверхні до робочих місць). Вантажопотоки характеризуються видом матеріалу, що перевозиться, інтенсивністю, нерівномірністю і довжиною транспортування.
Види вантажопотоків:
- безперервний нерівномірний,
- безперервний рівномірний,
- періодичний (циклічний),
- одиночно — з одного джерела,
- сукупний — з декількох джерел.

Вантажні потоки зображуються або графічно чи схематично, або у вигляді таблиці, де зображені кореспондуючі пункти та обсяг перевезень між ними.
Напрям переважаючих вантажопотоків називається «вантажним», а зворотний — «порожнім». Ця нерівність по напрямках «туди» і «назад», однак, спричинює порожні пробіги рухомого складу, збільшення собівартості перевезень, капіталовкладень. Для зменшення нерівномірності здійснюються заходи зі стимулювання завантаження порожніх напрямків, зокрема застосування знижених тарифів.
Потужність вантажопотоків вимірюється показниками вантажонапруженості. Вона залежить від обсягу виробництва продукції, протяжності мережі, пов'язаного вантажообігу. Підвищення вантажонапруженості звичайно супроводжують вища міра використання виробничих фондів транспорту та низька собівартість перевезень. Але поряд з цим ускладнюється забезпечення безперебійної роботи транспорту, утримування транспорту. Тому в разі підвищеної вантажонапруженості одного напрямку мережі створюються розвантажувальні лінії.

## Розрахунок і моделювання вантажопотоків
Існують наступні способи математичного представлення вантажопотоків у розрахунках та наукових дослідженнях:
- за продуктивністю технологічного обладнання (промислових підприємств) - максимальна продуктивність обладнання (підприємств) в першому наближенні вважається за розрахунковий вантажопотік на транспортній магістралі;

- за плановим завданням (змінним, добовим тощо) виробничих дільниць (підприємств) - з урахуванням коефіцієнту нерівномірності вантажопотоку відбувається перерахунок планового завдання у розрахунковий вантажопотік на транспортній магістралі.

Коефіцієнт нерівномірності вантажопотоку - відношення максимального вантажопотоку на транспортній магістралі до його середнього значення. Одна із характеристик нерівномірності вантажопотоку як детермінованої величини.
За розрахунковим вантажопотоком обирають транспортний засіб. Продуктивність транспортного засобу, який слід встановити на магістралі із розрахованим вантажопотоком, приймається на 15...20 % вищою розрахункового значення вантажопотоку;
- за статистичними характеристиками роботи обладнання (підприємства) - за результатами тривалих прямих або непрямих вимірювань вантажопотоку (або продуктивності технологічного обладнання, промислового підприємства) здійснюється математичний опис вантажопотоку як випадкового процесу із відповідними характеристиками нерівномірності, розподілу тощо[4].

Математичний опис вантажопотоку як випадкового процесу надає можливість знайти закономірності у завантаженості машини, навантаженості приводу транспортної машини, яку обрано для оперування досліджуваним вантажопотоком (як функцію часу), а також відшукати резерви зниження енергоспоживання й підвищення ресурсу транспортної машини, розробити алгоритм автоматичного (адаптивного) керування машиною тощо.

## Значимість вантажопотоків
Вантажні потоки — це основа для вибору найдоцільнішого транспортного засобу і розробки технології перевезень вантажу на підприємстві. Ця технологія повинна враховувати нерівномірність вантажопотоків. На основі аналізу існуючих вантажних потоків встановлюються необхідність їх коригування, можливість (іноді й необхідність) перепланування ділянок для скорочення вантажопотоків, існування зайвих перевалок, використання безпереревних транспортних засобів.
Відповідно до вантажообігу та вантажопотоків розраховуються потреби в різних транспортних засобах за видами, кількість транспортних працівників, їх продуктивність тощо.
Види транспортних засобів та потреба в них встановлюються на основі дослідження внутрішньозаводських вантажопотоків, тобто кількості вантажу, переміщеного за певний проміжок часу у певному напрямку між пунктами навантаження і розвантаження. Для більшості підприємств характерні нестабільні вантажні потоки, які змінюються щодня, тому потреба в транспортних засобах визначається за середньодобовими вантажопотоками, враховуючи їхню нерівномірність.